# سام روبسون
سام روبسون (1 يوليو 1989 في أستراليا - ) (بالإنجليزية: Sam Robson)‏ هو لاعب كريكت أسترالي. شارك مع منتخب إنجلترا للكريكت. أما مع النوادي، فقد لعب مع نادي مقاطعة ميدلسكس للكريكت ‏.

## وصلات خارجية
- سام روبسون على موقع إي آس بي آن كريك إنفو (الإنجليزية)
- سام روبسون على موقع ويزدن الهند (الإنجليزية)